# Maria Pulquéria Pestana
Maria Pulquéria S. Pestana (Câmara de Lobos, Madeira, Portugal, 7 de julho de 1880 – Funchal, 6 de setembro de 1973) foi uma poetisa portuguesa, natural do concelho de Câmara de Lobos, na ilha da Madeira. Era familiar de Joaquim Pestana, outro poeta da mesma vila, e de outras personalidades da terra ligadas às letras.